# Nihon Rikujō Kyōgi Renmei
L'Associazione giapponese di atletica leggera (日本陸上競技連盟?, Nihon Rikujō Kyōgi Renmei), in lingua inglese Japan Association of Athletics Federations (JAAF) è la federazione sportiva nazionale del Giappone che si occupa di atletica leggera.

## Consiglio federale

### Presidenti
- Ryuzo Hiranuma (1929 - 1958)
- Hiroshi Kasuga (1958 - 1964)
- Ichiro Kono (1965)
- Kenzō Kōno (1965 - 1975)
- Hanji Aoki (1975 - 1999)
- Yōhei Kōno (1999 - ...)
- Hiroshi Yokokawa (2013 - )

## Competizioni
- Campionati giapponesi di atletica leggera
- Maratona di Tokyo

## Partner ufficiali
- Asics
- Nike
- Pocari Sweat
- Japan Airlines
- Nishi
- Cerespo